# Oliver Waterman Larkin
Oliver Waterman Larkin (17 août 1896, Medford, Massachusetts – 17 décembre 1970) est un historien de l'art américain.
Il remporte le prix Pulitzer d'histoire en 1950 pour son ouvrage Art and Life in America.

## Biographie
Oliver Waterman Larkin nait le 17 août 1896 à Medford, dans le Massachusetts. Il est le fils de Charles Ernest Larkin, un collectionneur et marchand d'antiquités, et de Kate Mary Waterman. Il a deux frères et une sœur. Il naît et grandit à Medford, dans le Massachusetts, et plus tard à Georgetown, dans le Massachusetts, où il est diplômé avec les honneurs de la Perley Free School en 1914. Intéressé par les arts, il s'inscrit à l'université Harvard où il est diplômé de français et de Latin. Il reçoit son B. A. en 1918. Il est lauréat de plusieurs bourses d'études et entre à la Phi Beta Kappa pendant sa dernière année.
Il sert dans la United States Army de 1918 à 1919, pendant la Première Guerre mondiale, comme soldat dans l'unité médical du 73e régiment d'infanterie. Il obtient son M. A. à Harvard en 1919. Il y retourne 2 ans plus tard, y devenant assistant en beaux-arts.
Il dirige aussi des pièces de théâtre, et conçoit le décor de la Lincoln House, à Boston. Il épouse Ruth Lily McIntire le 30 juillet 1925. Cette dernière est originaire de Dedham, Massachusetts. Ils ont un fils, Peter Sidney.
Oliver Waterman Larkin enseigne l'histoire de l'art au Smith College, à partir de 1924. Il devient associate professor en 1926, et, professeur en 1931. Il enseigne brièvement  à l'université d'État de l'Iowa entre 1925 et 1926. en 1950 et 1955, il donne des cours pour les étudiants européens pour le compte du Harvard Student Council's seminars on American studies, à Salzbourg. Il prend sa retraite et quitte le Smith College en 1964, alors professeur émérite.
Il est l'auteur de nombreux articles et critiques de livres, contribuant à de nombreuses publications, y compris le Theatre Arts, Magazine of Art, Saturday Review of Literature, College Art Journal, School and Society, Antiques, Stage, et William and Mary Quarterly. Il est cependant surtout connu pour son ouvrage Art and Life in America. Il commence à travailler sur ce livre en 1944, à la demande de son éditeur. Il le réécrit au moins trois fois au cours des cinq années qui suivent. L'ouvrage retrace l'évolution de l'art américain depuis le XVIIe siècle, en analysant aussi le contexte culturel et social. Il se focalise aussi sur l'importance du concept de démocratie dans l'art américain. L'ouvrage est divisé en six volumes, par période. Il est publié à l'automne 1949 et reçoit un bon accueil critique.
En 1950, il remporte le prix Pulitzer d'histoire. C'est alors le premier travail consacré aux arts visuels à remporter ce prix.Art and Life in America est retravaillé et enrichi en 1960. des planches en couleurs sont ajoutées et l'ouvrage est mis à jour pour couvrir l'art des années 1950. 
Plus tard, il a écrit deux autres livres, des biographies d'artistes. Le premier, Samuel F. B. Morse and American Democratic Art, porté sur les premières années de carrière de Samuel Morse. Le second, écrit après qu'il a pris sa retraite, s'intitule Daumier, Man of His Time, et s'intéresse à Honoré Daumier et à sa relation aux mouvements artistiques en vogue à l'époque.
Il meurt le 17 décembre 1970 ou en 1973, suivant les sources.